# Nuestra Señora de la Santísima Trinidad (navio de linha)
O Nuestra Señora de la Santísima Trinidad foi um navio de linha  de 1ª categoria da armada espanhola, inicialmente de 120 canhões e mais tarde de 136.  Durante alguns anos foi o maior navio em circulação. Foi um dos principais navios intervenientes na Batalha de Trafalgar comandado por Baltasar Hidalgo de Cisneros. Cisneros acabaria por se render, entregando o navio às forças britânicas. Devido aos ataques de que foi alvo, o navio acabou por se afundar quando estava a ser rebocado por um navio britânico para Inglaterra, morrendo a maior parte da sua tripulação.

## Desenho e construção
A construção do Santísima Trinidad data de Agosto de 1767. Foi construído em Havana, de acordo com o desenho do arquitecto naval irlandês Matthew Mullan, que previa 112 canhões, e lançado à água em 1769, como um navio de três conveses e 120 canhões. As suas dimensões ultrapassavam as do navio britânico HMS Victory e as do francês Bretagne.

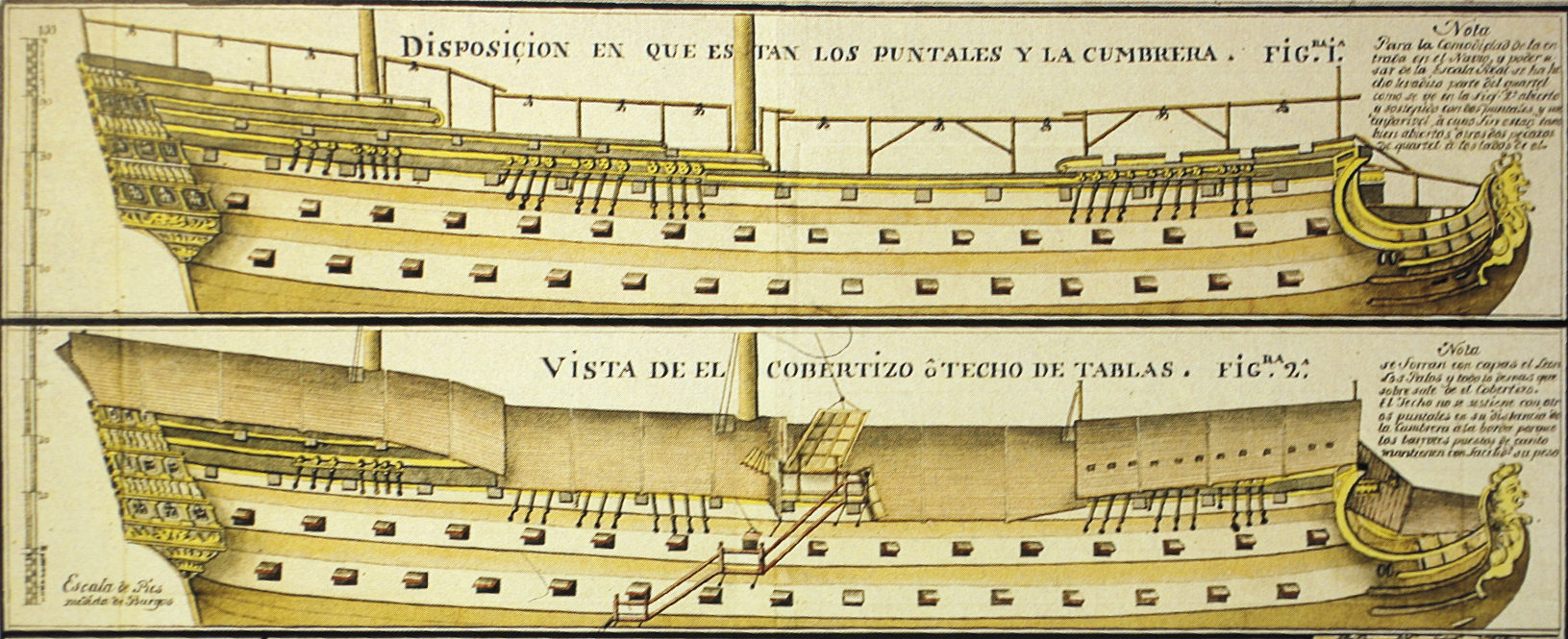
Esquema do Santísima Trinidad

Não existe um plano completo do navio, mas existe um datado de 1765, com 112 canhões, onde se podem observar as dimensões originais do navio
Em 1795, a zona do convés de proa foi unido à zona do convés situada atrás do mastro principal, criando desta forma um quarto convés dotado de quatro canhões, e aumentando-lhe o poder de fogo para 140. Com as suas dimensões e armamento, o Santísima Trinidad tinha a reputação de ser o maior navio de guerra da época, razão pela qual era chamado pelos espanhóis de El Escorial dos mares, até ser ultrapassado pelo Océan e pelo Orient, ambos franceses.
O peso adicional do armamento instalado no quarto convês, muito acima do nível da água, limitava a sua navegabilidade, razão pela qual era chamado de El Ponderoso. Foi sugerido que podia servir melhor a nação se estivesse como navio defesa na Baía de Cádiz.

## Serviço

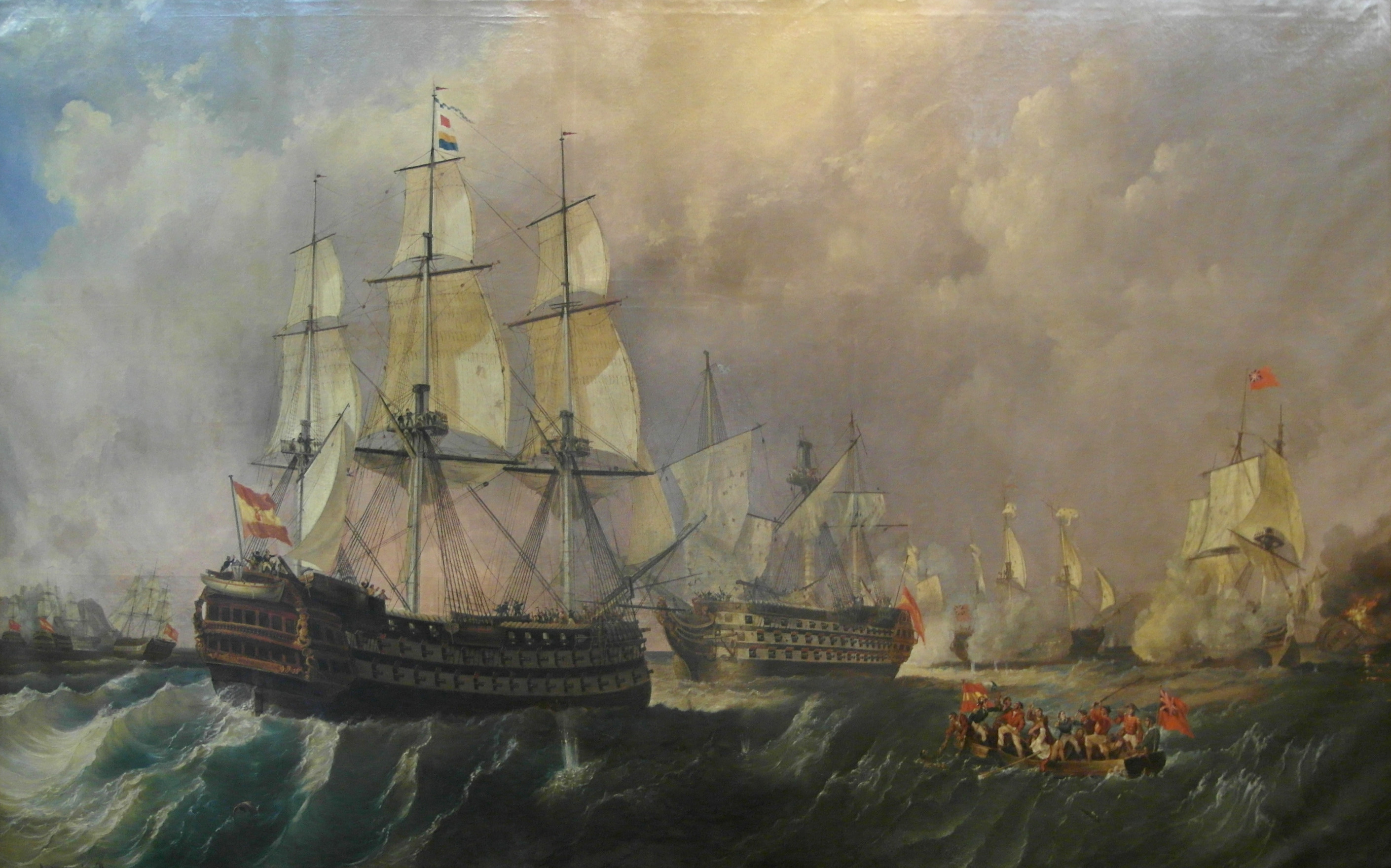
Pelayo vai a resgate do Santísima Trinidad na Batalha do Cabo de São Vicente em 14 de Fevereiro de 1797

Em Julho de 1779, a Espanha declarou guerra contra a Grã-Bretanha, juntando-se a França em apoio dos colonos americanos na Guerra da Independência dos Estados Unidos.
Em 1797, ele era o navio-almirante do Tenente General José de Córdoba, o comandante espanhol, na Batalha do Cabo de São Vicente em 14 de Fevereiro de 1797, onde ele foi seriamente danificado e quase capturado pela frota britânica.